# Grande Albânia

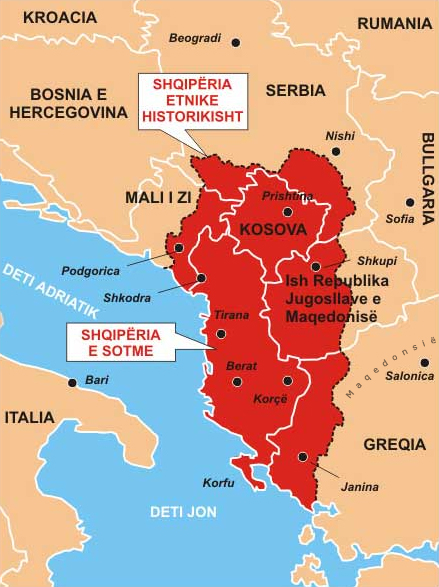
Territórios reivindicados em nome da "Grande Albânia"

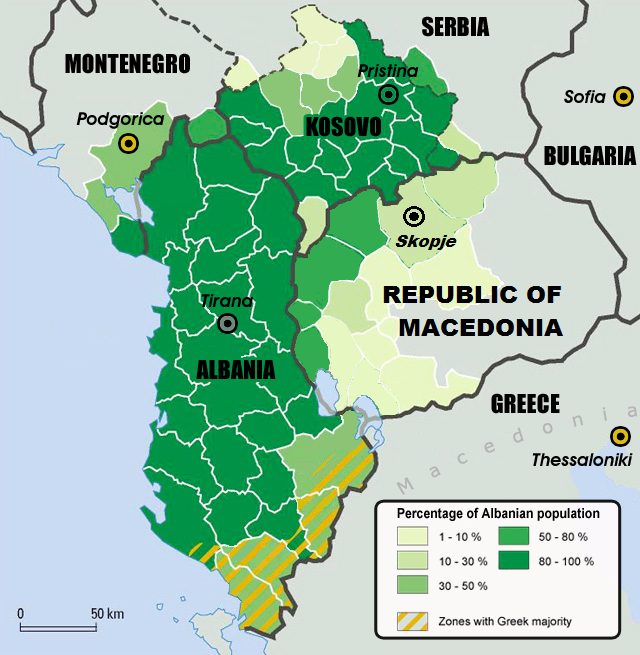
Distribuição dos albaneses nos Balcãs

Grande Albânia(em albanês:  Shqipëria Etnike) é um conceito irredentista e nacionalista que busca anexar as terras que muitos albaneses consideram fazer parte de sua pátria nacional. Baseia-se em reivindicações sobre a presença atual ou histórica de populações albanesas nessas áreas. Além da Albânia existente, o termo incorpora reivindicações sobre regiões em estados vizinhos. As áreas incluem Kosovo, o Vale de Preševo na Sérvia, territórios no sul de Montenegro, o noroeste da Grécia (as unidades regionais gregas de Tesprócia e Préveza, referidas pelos albaneses como Chameria, e outros territórios que faziam parte do Vilayet de Janina durante o Império Otomano), e uma parte ocidental da Macedônia do Norte. A combinação das populações desses países e dos territórios de outros países que abrigam grandes comunidades étnicas albanesas soma mais de 4 milhões de pessoas.
A unificação de uma área ainda maior em um território único sob autoridade albanesa tinha sido teoricamente concebida pela Liga de Prizren, uma organização do século XIX, cujo objetivo era unificar os territórios habitados por albaneses (e outras regiões) em um único e autônomo Vilaiete da Albânia dentro do Império Otomano. No entanto, o conceito de uma Grande Albânia, como uma Albânia maior do que dentro de suas fronteiras de 1913, foi concedido e implementado durante a ocupação da Alemanha nazista e da Itália fascista dos Balcãs durante a Segunda Guerra Mundial.
A ideia da unificação tem raízes nos eventos do Tratado de Londres de 1913, quando aproximadamente 50% dos territórios predominantemente albaneses e 40% da população ficaram fora das fronteiras do novo país.
De acordo com o relatório Gallup Balkan Monitor de 2010, a ideia de uma Grande Albânia é apoiada pela maioria dos albaneses da Albânia (63%), Kosovo (81%) e da República da Macedônia (53%).
Em diferentes territórios nos Balcãs que são habitados por albaneses, forças armadas foram criadas durante a década de 1990.

## Geral
- Canak, Jovan M. Greater Albania: concepts and possibile [sic] consequences. Belgrade: Institute of Geopolitical Studies, 1998.
- Jaksic G. and Vuckovic V. Spoljna politika srbije za vlade. Kneza Mihaila, Belgrade, 1963.
- Dimitrios Triantaphyllou. The Albanian Factor. ELIAMEP, Athens, 2000.
- Kola, Paulin The search for Greater Albania 2003 416 pages
- Mandelbaum, . (1998). The new European diasporas: national minorities and conflict in Eastern Europe. [S.l.]: Council on Foreign Relations Press, New York
- Bogdani, .; Loughlin, John (2007). Albania and the European Union: the tumultuous journey towards integration. [S.l.]: IB Taurus
- Jelavich, Barbara (1983). History of the Balkans: Eighteenth and nineteenth centuries. [S.l.]: Cambridge University Press